# チャンピオンリング
チャンピオンリング (championship ring) はMLBやNFL、NBAなどのアメリカメジャースポーツやNCAAなどカレッジスポーツにおいてポストシーズンを制した球団が記念に製作する指輪のこと。近年は日本でもプロ野球、プロバスケットボール、アメリカンフットボール等で優勝記念品として制作される事例が増えている。

## 概要
球技などの団体戦に於いては、優勝チームに贈られるトロフィーや優勝旗などが「チーム」にひとつだけ授与される為、プレイヤー個人に贈られるチャンピオンズリング（Champions ring）は、選手にとっての誇りとプライドの最高の記念品となっている。ダーツやポーカー、ロディオなどの個人競技でもチャンピオンリングが作られる場合がある。
元々は北米で学業を卒業した際に贈られるカレッジリングがスポーツ界にも応用されたもので、記録達成や引退記念などのものと合わせて「スポーツリング」と呼ぶ。
その年のチャンピオンシップ（ワールドシリーズ、スーパーボウル、NBAファイナルなど）にロースター登録された選手のみならず、シーズン中にトレードされた選手や、レギュラーシーズン中に出場したもののリスト落ちした選手などにも与えられることが多い。コーチやチームスタッフ、フロントにまで与えられることもある。
近年は日本のプロスポーツでもチャンピオンリングを製作するようになってきた。
ヨーロッパでもFCバルセロナが2008-09シーズンにUEFAチャンピオンズリーグ、ラ・リーガ、スペイン国王杯の三冠を達成した際にチャンピオンリングを製作したことがある。

### その製法と特徴
金型鋳造法によって、1個ずつハンドメイドで作られる。現代のジュエリー製造で主流の大量生産が前提の「ロストワックス製法」とは違う古典的な製法で、効率性や地金表面の繊細さには劣るが、以下のようにチャンピオンリングに適した製法である為。
チャンピオンリングでは、サイドパネルと呼ばれるリング側面彫刻に、選手個人名・背番号・シーズン中やプレーオフでの記録などを個人別に刻み込む為、全員がまったく同じデザインでは無い。チームスタッフやオーナー、スポンサーもチャンピオンリングが配分されるが、それらも選手とは別デザインとなっている。ファン向けに販売されるレプリカも別のデザインの場合がある。
「記録や文字を他人に見せる」為のリングなので、必然的に大型になる。14金ゴールドが主流だが、リングの総重量が50-80g程度がアメリカのチャンピオンリングでは標準的な重さである。また、ロストワックス製法では文字や模様が凹んで表現されるが、金型製法だと文字や模様が出っ張って強調され、且つロゴマークなどの再現性が高い。金型鋳造は硬貨や勲章等と同様な為、文字とマークを強調する事に適している為でもある。
また、ロストワックス製法では石膏を用いて鋳造する為、1個当り30gを越えるような重量のリングを複数個鋳造する事は、物理的に難しいとされる。
もうひとつの特徴に豪華なラインストーン使いがある。オーセンティック(選手・コーチ向けの非売品）では、ダイヤモンドなど宝石が使用され、レプリカ（ファン向け販売用）には人工石（キュービックジルコニア）が使われ、1個のリングに50-100個近い小粒のラインストーンが付けられている。
2000年・2009年のニューヨーク・ヤンキースのチャンピオンズリングには、ロゴをあしらったエンブレムの下に見えないように、チームカラーに一番近いとされる板状のブルートパーズを敷き込むなど、手の込んだものもある。

## 北米

### MLB
MLBでは機構やリーグが公式に製作や認定する訳ではなく、球団が製作する一種の記念品である。
あくまでも記念品であり、授与基準は各球団に任されている。だからといって価値が下がるという性質のものでもない。実際にチャンピオンリングを持っているというだけで人だかりができるほどであるという。また、球団は、同リングのレプリカをファンへも販売しており、ライセンスビジネスの重要な1アイテムとなっている。なおワールドシリーズでは敗れた球団で、リーグのチャンピオンリングが製作される場合もある。大規模な授与式も行われ、多くの場合は優勝した翌年のシーズン最初のホーム戦の試合前に行われる。
もっとも多く所持しているのは元ニューヨーク・ヤンキースのキャッチャー、ヨギ・ベラで、その数は10個である。
ワールドシリーズ・チャンピオンリングを所有している日本人
選手
| 選手名     | 獲得年 | 所属球団                     | 備考                                                           |
| ---------- | ------ | ---------------------------- | -------------------------------------------------------------- |
| 伊良部秀輝 | 1998年 | ニューヨーク・ヤンキース     | 日本人初の獲得、選手登録されたものの出場機会は無し             |
| 伊良部秀輝 | 1999年 | ニューヨーク・ヤンキース     | 選手登録されず出場機会は無し                                   |
| 井口資仁   | 2005年 | シカゴ・ホワイトソックス     | MLB移籍1年目に獲得、日本人野手初のワールドシリーズ優勝         |
| 井口資仁   | 2008年 | フィラデルフィア・フィリーズ | シリーズへの出場資格がなかったため選手登録されず出場機会は無し |
| 高津臣吾   | 2005年 | シカゴ・ホワイトソックス     | シーズン中にDFAとなったため出場機会は無し                      |
| 田口壮     | 2006年 | セントルイス・カージナルス   | 日本人野手初のワールドシリーズ優勝をフィールドで味わった       |
| 田口壮     | 2008年 | フィラデルフィア・フィリーズ | 選手登録されたものの出場機会は無し                             |
| 松坂大輔   | 2007年 | ボストン・レッドソックス     | MLB移籍1年目に獲得、日本人初のワールドシリーズ勝利投手         |
| 岡島秀樹   | 2007年 | ボストン・レッドソックス     | MLB移籍1年目に獲得、日本人初のワールドシリーズで登板           |
| 松井秀喜   | 2009年 | ニューヨーク・ヤンキース     | 日本人初のワールドシリーズ最優秀選手賞を受賞                   |
| 上原浩治   | 2013年 | ボストン・レッドソックス     | 日本人初のワールドシリーズ胴上げ投手                           |
| 田澤純一   | 2013年 | ボストン・レッドソックス     | 開幕から閉幕まで救援投手として活躍                             |
| 川﨑宗則   | 2016年 | シカゴ・カブス               | 選手登録されず出場機会は無し                                   |
| 青木宣親   | 2017年 | ヒューストン・アストロズ     | シーズン中にブルージェイズへ移籍したため出場機会は無し         |
| 大谷翔平   | 2024年 | ロサンゼルス・ドジャース     | ドジャース移籍1年目に獲得、不動の1番指名打者で出場             |
| 山本由伸   | 2024年 | ロサンゼルス・ドジャース     | MLB移籍1年目に獲得、日本人二人目のワールドシリーズ勝利投手     |

スタッフ
- 2010年、2012年、2014年の3度、サンフランシスコ・ジャイアンツでブルペン捕手を務める植松泰良と、鍼灸トレーナーを務める小川波郎。2017年現在、この2名がMLBチャンピオンリングの日本人最多保持者である[3]。
- 2017年、ヒューストン・アストロズのマッサージセラピストを2008年から務める、岡克己。
- 2023年、滝澤祐一　テキサスレンジャーズ　アスレチックトレーナー

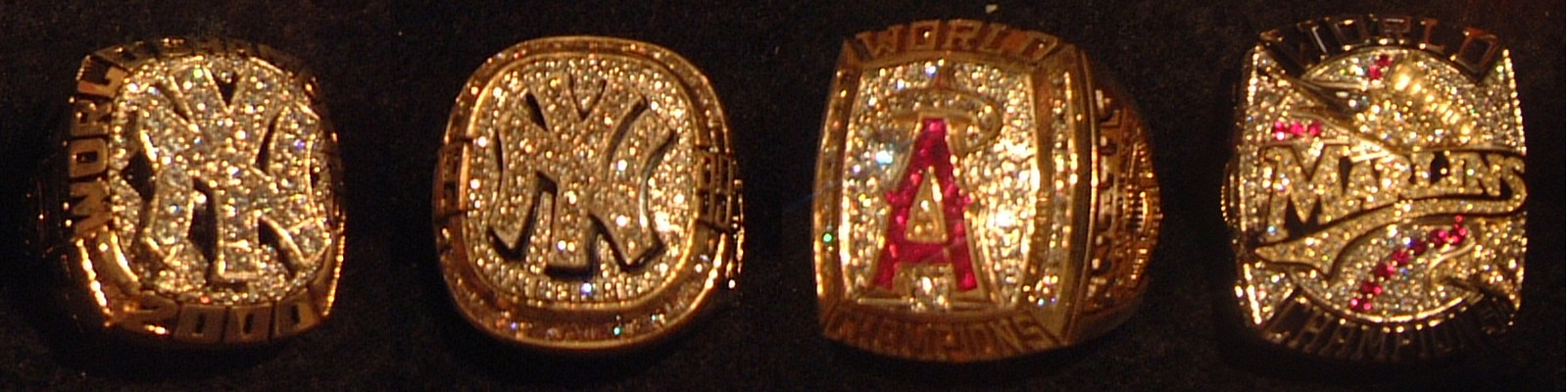
ワールドシリーズ・チャンピオンリング。左からヤンキース2000年・ヤンキース1999年・エンジェルズ2002年・マーリンズ1997年。

### NFL

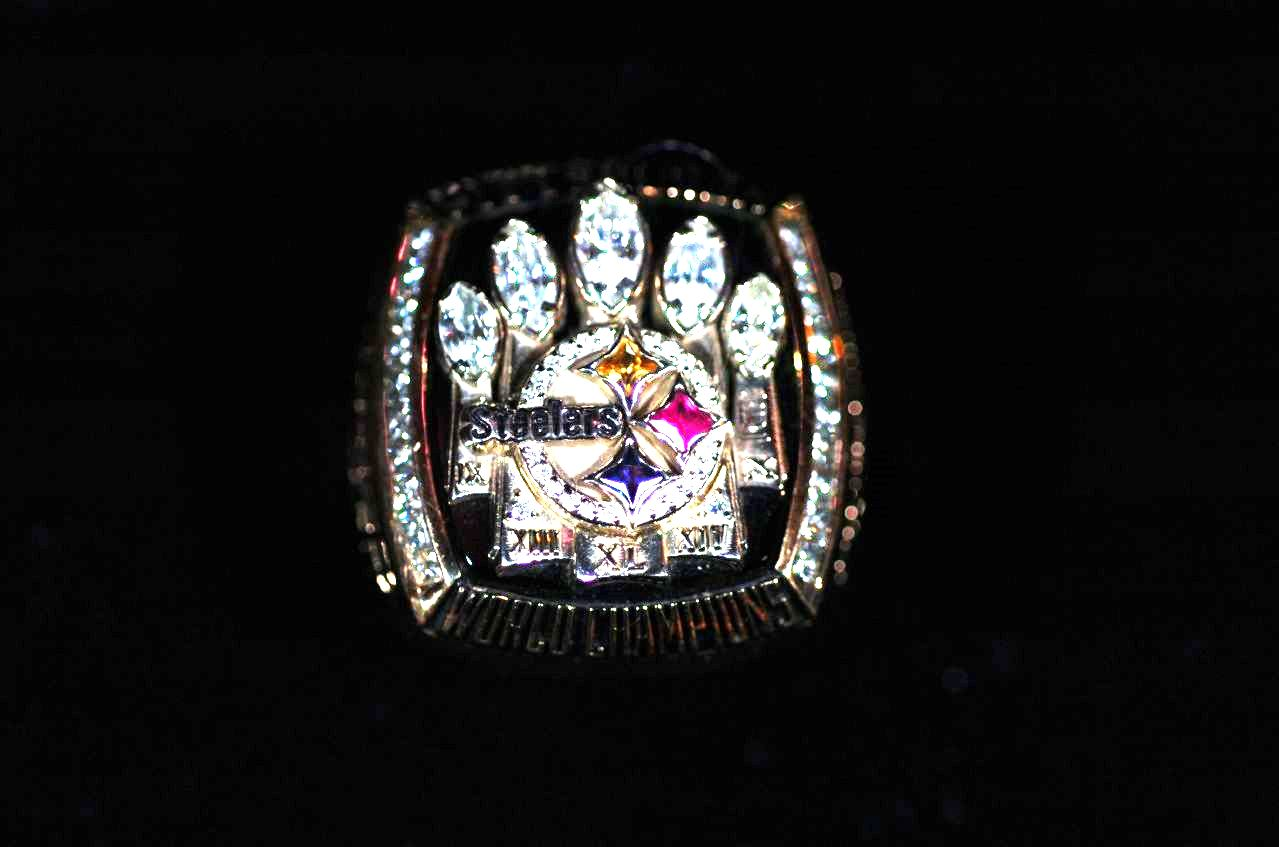
スティーラーズのスーパーボウル・リング。2006年の第40回を制した際のもの

NFLでは、「スーパーボウル・リング（Super Bowl ring）」と呼ばれる。プレーオフを勝ち抜いた優勝チームに機構から1個あたり5,000米ドル×150個分までの「スーパーボウル・リング用賞金」が支給され、各チーム毎に工夫を凝らしたチャンピオンリングを製作している。
なお、敗者チームにも150個分までのリング制作費用が支給されるが、制限事項として1個当たりの価格が勝者チームの半分以下となるように定められており、この費用を用いてカンファレンスチャンピオンリングが製作され、スーパーボウルリングと同様に選手や関係者に授与される。
作られたスーパーボウル・リングの授与式は、翌シーズン最初のホームゲームやファンミーティングなどの際に行われ、ホームのファン達の目の前で昨年の優勝ロースター（選手）やチーム関係者達に授与、栄誉を祝福される重要なセレモニーとなっている。その大規模さと派手さ、スタジアムの興奮度合いはさすがにアメリカのプロスポーツで1番人気を誇るだけあって、MLB、NBAのチャンピオンリングセレモニーの比では無いと言われる。
スーパーボウル・リングを最も多く所持しているのは、ビル・ベリチックで、ニューイングランド・ペイトリオッツのヘッドコーチとして6個、ニューヨーク・ジャイアンツのディフェンスコーディネーターとして2個の計8個。選手ではトム・ブレイディの7個（ペイトリオッツのQBとして6個、タンパベイ・バッカニアーズのQBとして1個）。
スーパーボウル・リングを獲得した日本人
2006年にピッツバーグ・スティーラーズのトレーナー磯有理子が日本人として初めて獲得したが、職業上の理由により代わりにペンダントとして授与された。

### NBA
NBAでは、チャンピオンリングの製作段階まで機構が関与。プレーオフで優勝した球団に対し、翌シーズン最初のホームゲームでコミッショナーから贈呈される。
NBAチャンピオンリングを最も多く所持しているのはビル・ラッセルの11個である。

### その他
モータースポーツでは、世界三大レースの一つとして知られるインディ500、NASCARのブリックヤード400などの大レースで、優勝ドライバーにチャンピオンリングが与えられる。これは主催者側が用意したリングを優勝ドライバーに授与するもので、リングの製作にもスポンサー（主にカレッジリングの製造業者など）がついている。インディ500の場合、2016年までは翌年の同イベントの開幕時にリングを授与していたが、2017年はレース翌日のセレモニーでの授与に変更された。日本人では2017年・2020年にインディ500を制した佐藤琢磨がリングを保有している。

## 日本

### プロ野球
日本プロ野球 (NPB) において日本一あるいはリーグ優勝となった球団がチャンピオンリングを製作する事がある。1992年にヤクルトスワローズがリーグ優勝した際にチャンピオンリングを製作したのが最初と言われていたが、記録も画像も残っていない。しかし、2024年に1950年製のチャンピオンリングが発見された。このリングは、千葉ロッテマリーンズの前身である毎日オリオンズが1950年の第1回日本シリーズで優勝した時に製作されたチャンピオンリングで、元毎日オリオンズの片岡博國が所有していたものである。現時点で、これよりも古い日本のチャンピオンリングは見つかっていない。
阪神タイガースでは2003年と2005年のリーグ優勝時にチャンピオンリングが製作されて選手に贈呈されている。ただし、贈呈式などは行われていない。
また、阪神では2023年の日本一を受けて、チャンピオンリングを製作して選手への贈呈、および年間シート購入者向けにレプリカの配布が発表されている。
2005年の前出の井口資仁を皮切りに、2000年代後半には日本人メジャーリーガーが連続でチャンピオンリングを獲得し、チャンピオンリングの日本での認知度が高まった。
このようにして2000年代に入ってから、NPBでもチャンピオンリング制作が盛んになった。
2006年に北海道日本ハムファイターズがアジアシリーズ制覇を記念してチャンピオンリングを制作。
2011年に日本一となった福岡ソフトバンクホークスはNPB初となるチャンピオンリング贈呈式を執り行い、ファン向けに発売も行った。

### ワールドベースボールクラシック
- 第1回WBC日本チーム優勝の際に、日本プロフェッショナル野球組織 (NPB) が選手・監督に与えるチャンピオンリングを銀座天賞堂に注文した。
- 第2回WBC日本2連覇を記念して、WBCの日本ライセンス会社から公式商品としてチャンピオンリングが発売された。

### プロバスケットボール
日本プロバスケットボールリーグ（bjリーグ）ではそれまでの3シーズンは優勝した球団にペンダントを贈呈していたが、外国人選手などからの要望により、2008 - 09シーズンからNBAに倣い、リーグ公式リングサプライヤーよりチャンピオンリングを贈呈することになった。中心に「bj」ロゴを配して、シーズンの年号及び「CHAMPIONS」の文字で周囲を飾るデザインとなっている。選手・コーチ・スタッフのみならずブースター向けにも限定販売される。同シーズンチャンピオンとなった琉球ゴールデンキングスが初代チャンピオンリング獲得球団となり、翌シーズン開幕前のプレシーズンで日本初のチャンピオンリングセレモニー（贈呈式）も執り行われた。それ以降、bjリーグがNBLと統合される2016年までに、琉球が最多の4回、浜松・東三河フェニックスが3回、横浜ビー・コルセアーズが1回、獲得した。
一方、日本バスケットボールリーグでは、リーグでのチャンピオンリング贈呈は行われていないが、2010年にプロチームであるリンク栃木ブレックスが初優勝を記念してチャンピオンリングを制作した。後身たるNBL発足後、リーグより優勝チームにチャンピオンリングが贈呈されることが制度化され、東芝ブレイブサンダース神奈川（2013-14、2015-16シーズン）、アイシンシーホース三河（2014-15シーズン）が獲得している。
bjリーグとNBLの統合により誕生したBリーグでもチャンピオンリングは贈呈されており、栃木ブレックスが最初に獲得している。デザインは毎年変更される。チャンピオンリングセレモニーは翌シーズンのホーム開幕戦で行われ、チェアマンから優勝メンバーに直接手渡される。
Wリーグでも制作するチームは存在する。

### アメリカンフットボール
アメリカンフットボールは、日本のアマチュアスポーツの中で最もチャンピオンリングが盛んな競技である。ライスボウルや甲子園ボウルの優勝チームは、ほぼ必ずと言っていいほどチャンピオンリングを製作している。オービックシーガルズや鹿島ディアーズ、学生チームでは関西学院大学ファイターズや日本大学フェニックス、立命館大学パンサーズなどの強豪チームの優勝時在籍選手達は、ほとんどが所有していると言われる。

### Jリーグ
ヨーロッパ発祥の競技であるサッカーにおいてはチャンピオンリングの文化は根付いてなかったが、Jリーグでは近年、サンフレッチェ広島や鹿島アントラーズ、川崎フロンターレなどJ1リーグやJリーグカップで優勝した際にチャンピオンリングを制作するクラブも存在する。

### 大相撲
第68代横綱・朝青龍明徳は2010年の引退相撲にてタニマチよりチャンピオンリングが贈呈された。